# Caspar Whitney

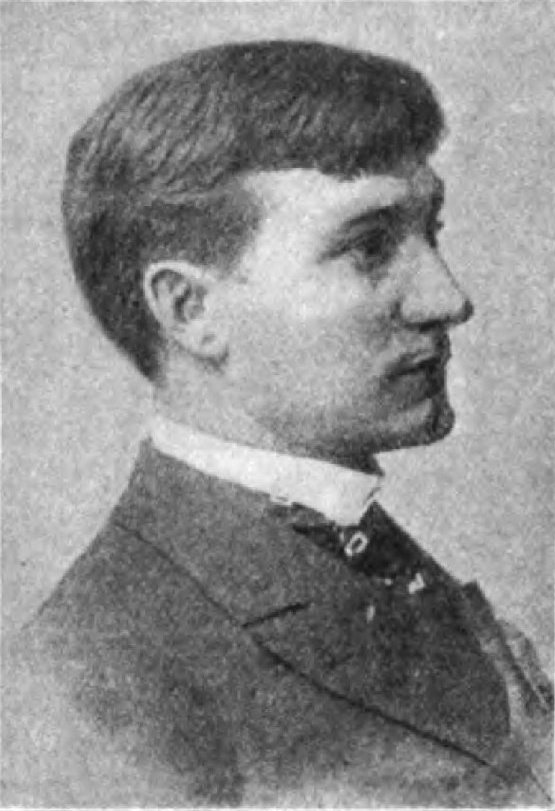
Caspar Whitney

Caspar William Whitney (* 2. September 1864 in Boston, Massachusetts; † 18. Januar 1929 in Irvington, New York) war ein amerikanischer Schriftsteller, Verleger, Abenteurer, Kriegsberichterstatter und Mitglied des Internationalen Olympischen Komitees.

## Leben
Er studierte am Saint Mathew's College in Kalifornien und arbeitete in der Folge für Harper’s Magazine. Während des Spanisch-Amerikanischen Krieges war er Kriegsberichterstatter aus Kuba. Bei der Schlacht von Las Guasimas begleitete er die Kavallerie von General Samuel Baldwin Marks Young. Aus dieser Zeit resultiert seine Freundschaft mit dem späteren amerikanischen Präsidenten Theodore Roosevelt. In seinen Beschreibungen heroisierte Whitney die Rough Riders, das Lieblingsprojekt Theodore Roosevelts.  Die von Whitney veröffentlichten Landkarten waren die zuverlässigsten des Krieges.
1900 kaufte er die Monatszeitschrift Outing Magazine, mit dem er als Chefredakteur Leben in der freien Natur, Sport und Abenteuer durch Berichte und Kurzgeschichten propagierte. Zu seinen Autoren gehörten Jack London und Clarence E. Mulford. Er war Gründungsmitglied des  The Explorers Club (1904) nach Expeditionen durch Nord- und Südamerika. 1910 ging er bankrott.
Als Sportjournalist vertrat er eine strikte Trennung zwischen Amateuren und Profis. Er war Mitglied des Internationalen Olympischen Komitees (1900–1905) und des Amerikanischen Nationalen Olympischen Komitees (Präsident von 1906 bis 1910). Als IOC-Mitglied war er für die Organisation der Olympischen Spiele 1904 in St. Louis mitverantwortlich. Hier gerieten seine Vorstellungen mit denen Coubertins in Konflikt. Da Pierre de Coubertin zu diesen nicht kam, stattdessen in Le Touquet-Paris-Plage Geld verdienen musste, versuchte Whitney William Grenfell, 1. Baron Desborough als Gegenkandidat für die Präsidentschaft des IOCs aufzubauen. Da er Coubertin unvorteilhaft charakterisiert hatte (Coubertin is a well-meaning, fussy, and incompetent little Frenchman, who has certainly done something in stirring up an athletic spirit in France, but that’s no reason why we should permit the IOC to be a fad of his. ..I am going to propose the organization of an entirely new international committee)("Coubertin ist ein wohlmeinender, wirrer und inkompetenter kleiner Franzose, der sicher einiges getan hat, um das sportliche Interesse in Frankreich zu steigern, aber das ist kein Grund, weshalb wir ihm gestatten sollten, das IOC wie sein Hobby zu pflegen … Ich werde ein völlig neues internationales Komitee vorschlagen”), und sich nicht durchsetzen konnte, trat er aus dem IOC zurück. Er war zudem der Herausgeber der einflussreichen The American Sportsman's Library, 16 Bände, die die amerikanische Antwort auf die Badminton Library sein wollte. Nach Ende des Ersten Weltkriegs koordinierte er die Amerikanische Hilfe für Belgien. Er hatte noch für Harper’s die All-Star Mannschaften am Ende der Saison erfunden und gilt als derjenige, die dem Heroischen im amerikanischen Sport eine besondere Stimme gab.

## Bücher von Caspar Whitney
- Sporting Pilgimage (1895)
- On Snow-Shoes to the Barren Grounds (1896)
- Hawaiian America (1899)
- Musk-Ox, Bison, Sheep and Goat (1904) (with George Bird Grinnell and Owen Wister)
- Jungle Trails and Jungle People (1905)
- Flowing Road (1912)
- What’s the Matter with Mexico? (1916)
- Gott mit Uns – the Boche Delusion (1918)
- Hunt Clubs and Country Clubs in America (1928)
- Charles Adelbert Canfield (1930)